# BeNe Ladies
Cet article concerne une compétition de handball féminin. Pour la compétition de football féminin, voir BeNe League.
La BeNe Ladies est une compétition de handball créée en 2013, cette compétition compte 4 équipes (2 belges et 2 néerlandaises), la première édition s'est joué à Anvers et à Visé en Belgique.

## Histoire
L'idée de cette compétition de handball reprenant les deux meilleurs clubs de la Belgique et des Pays-Bas fut imaginé en 2013 et déclaré cette même année, cette idée s'inspire de la BeNeLux liga.

## Qualification
Chaque pays a donc droit à deux équipes, les équipes étant les clubs vainqueurs de la coupe et du championnat des deux pays.

## Les clubs
| Club              | Ville      | Province ou Canton      | Salle                            | Pays |
| ----------------- | ---------- | ----------------------- | -------------------------------- | ---- |
| Fémina Visé       | Visé       | Liège                   | Hall Omnisports de Visé          |      |
| DHW Antwerpen     | Anvers     | Province d'Anvers       | Sportcomplex Sorghvliedt         |      |
| SS/VOC Amsterdam  | Amsterdam  | Hollande-Septentrionale | Sporthal De Weeren               |      |
| Westfriesland SEW | Nibbixwoud | Hollande-Septentrionale | Westfrieslandhal (at De Bloesem) |      |

## Première édition

### Match
| Lieux et date                                     | Club              | Score | Club              |
| ------------------------------------------------- | ----------------- | ----- | ----------------- |
| Sportcomplex Sorghvliedt, Anvers 14 décembre 2013 | DHW Antwerpen     | 20-34 | SS/VOC Amsterdam  |
| Sportcomplex Sorghvliedt, Anvers 14 décembre 2013 | Westfriesland SEW | 26-27 | Fémina Visé       |
| Hall Omnisports de Visé, Visé 15 décembre 2013    | DHW Antwerpen     | 24-33 | Westfriesland SEW |
| Hall Omnisports de Visé, Visé 15 décembre 2013    | Fémina Visé       | 27-32 | SS/VOC Amsterdam  |